# 4U 1700-37
4U 1700-37 (V884 Sco) — одна з найяскравіших рентгенівських подвійних зірок на небі.
Вона була відкрита супутником Ухуру.
Позначення «4U» означає четвертий (і останній) каталог Ухуру.
До системи входить яскравий (6.53 V зоряної величини) надгігант класу Of HD 153919 і компактний об'єкт з акреційним диском, який може бути нейтронною зорею або чорною дірою.
Кожні 3,4 доби відбувається затемнення рентгенівського джерела зорею. Рентгенівські пульсації у системі не спостерігалися. Джерело є одним з 10 найяскравіших на небі постійних джерел у жорсткому рентгенівському діапазоні 10-100 кеВ.